# Mel (película)
Mel es una película familiar estadounidense de 1998, dirigida por Joey Travolta e interpretada por
Jack Scalia, Greg Evigan, Ernest Borgnine, Julie Hagerty y Bug Hall.

## Argumento
Durante las vacaciones de verano en el rancho de su abuelo, dos niños de la ciudad se hacen amigos de Mel, una tortuga gigante amable. Sin embargo, uno de los vecinos del antiguo pueblo planea abrir un parque temático con el objetivo de que Mel sea su mascota oficial.

## Reparto
- Ernest Borgnine-Abuelo
- Greg Evigan-Peter
- Julie Hagerty-Bonnie
- Bug Hall-Travis
- Jack Scalia-Bailey Silverwood
- Josh Paddock-Roger
- Vanessa Lee Evigan-Susie
- Paul Sampson-Matt Henderson
- George Yager-Sheriff Edgewood
- Jason Evigan-Sammy
- Christopher Wanner-Joey
- Doyle McCurley- Policía